# L'Antre de Satic
L’Antre de Satic est le 35e album de la série de bande dessinée Le Scrameustache de Gos. L'ouvrage est publié en 2005. À la suite d'un litige opposant les éditions Dupuis et les auteurs de la série, ceux-ci décident de quitter Dupuis pour les éditions Glénat. La série n'est donc plus publiée dans Spirou et l'album sort directement aux éditions Glénat sans prépublication en 2005. 

## Synopsis
Satic doit être retrouvé afin de réunir le Scrameustache et son clone, le Scrameustacho.

## Personnages principaux
- Le Scrameustache
- Khéna
- Le Scrameustacho
- Falzar
- Satic
- Erol
- Les Galaxiens dont Oena

### Documentation
- A. Legrain, « Le scrameustache 35. L'antre de Satic », sur BD Gest, 7 février 2005.